# 豪伊·达尔马
霍华德·达尔马（英語：Howard Dallmar，1922年5月24日—1991年12月19日），美国NBA联盟前职业篮球运动员。